# امامزاده حمزه
حمزه بن موسی از فرزندان امام هفتم شیعیان موسی کاظم و برادر امام هشتم شیعیان علی بن موسی الرضا می‌باشد که آرامگاه او در کنار مرقد شاه عبدالعظیم قرار دارد. وی زمانی که برای دیدن برادرش رضا، عازم خراسان بود، در شهر ری درگذشت. وی نیز برادر عبدالله بن موسی است. 
گفته می‌شود عبدالعظیم حسنی به زیارت قبر وی می‌رفته و می‌گفت: «این قبر یکی از پسران موسی کاظم است.»
چندین امامزاده با نام حمزه در ایران وجود دارد که از همه مشهورتر، امامزاده حمزه تهران است.

## مهاجرت به ایران و قتل
احمد بن موسی با برادر خود امامزاده حمزه و سید علاءالدین حسین و دیگر سادات، که قصد خراسان و دیدار علی بن موسی را داشتند، با سپاه قتلغ خان، حاکم شیراز مواجه شدند، و چون یاران احمد بن موسی آمادگی برای نبرد نداشتند و بعضاً مجروح و زخمی شده بودند، از معرکه گریخته و خود احمد بن موسی هم پس از این جریانات کشته شد.
در این میان، می‌توان چنین ادعا کرد که امامزاده حمزه در این جنگ با سپاه حاکم شیراز زخمی شده و به شهر ری گریخت که در آنجا به دست سربازان مأمون شناسایی و به قتل رسید یا این که با همان زخم درگذشت.

## محل دفن
بنقل بعضی از منابع مدفن او در قم و برخی در ترشیز (کاشمر) (البته امامزاده حمزه کاشمر، فرزند حمزه بن موسی کاظم ری است) و بعضی در جزیره طرف جنوب حله نوشته‌اند. اما محدث نوری در تحیه الزائر، قول اخیر را بی‌اصل شمرده است. خاندان سید محمدباقر شفتی از نسل همین امامزاده حمزه هستند. پادشاهان صفویه که خود را از اولاد او می‌دانستند و در زمان سلطنت خود به آن توجه زیادی داشته‌اند و شاه طهماسب صفوی، برای او بقعه و گنبد ساخت.